# Esercito islamico dell'Iraq
L'Esercito Islamico dell'Iraq è una organizzazione armata irachena attiva nel paese a seguito della guerra in Iraq e del crollo del regime di Saddam Hussein.
Formata principalmente da esponenti sunniti appare per la prima volta il 1º aprile 2004, rivendicando l'uccisione di quattro contractors americani a Falluja. Raggiunge in seguito notorietà internazionale con la pratica dei sequestri, tra cui quello del filippino Angelo de la Cruz rilasciato dopo il ritiro del contingente filippino. Il gruppo ha sequestrato anche numerosi giornalisti, tra cui i francesi Georges Malbrunot e Christian Chesnot, rilasciati dopo alcuni mesi , e l'italiano Enzo Baldoni, ucciso pochi giorni dopo.

## Ideologia e campo d'azione
L'Esercito islamico dell'Iraq è un gruppo di matrice islamico-nazionalista incentrato sulla liberazione dell'Iraq. In passato ha avuto contatti e alleanze con gruppi di stampo internazionale operanti in Iraq, ma successivamente, divergenze ideologiche e strategiche lo hanno prima allontanato e poi portato allo scontro con i suddetti gruppi. L'organizzazione opera principalmente nelle zone sunnite dell'Iraq, in particolare nel centro-nord e nelle zone circostanti la capitale. In tempi recenti ha ridotto moltissimo la sua attività a causa della creazione dei Sahwa, milizie sunnite alleate agli Stati Uniti, a cui partecipa attivamente.